# 吳時喬
吳時喬（16世紀—1600年代），字鳳洲，湖廣武昌府武昌縣神山三里人，明朝軍事人物。

## 生平
吳時喬本為江夏籍諸生，後棄文就武，萬曆十三年（1585年）中武舉人，十四年（1586年）聯捷成武進士，獲授靖州衛守備，陞四川都司，當時正值播州土司作亂，二十七年（1599年）受湖廣撫按推薦征討楊應龍，他變賣家產招募壯士千餘人，身先士卒斬殺敵軍十五人，監軍上表其功績，他卻因勞累在軍中去世，播州平定後論功，讓他的子孫蔭襲武昌衛指揮。
吳時喬妻子潘氏，在他征剿楊應龍時拿出首飾變賣資助軍隊，寡居時年僅二十歲，並親自把棺木送回家鄉，守節到八十六歲才去世。

## 引用
1. 1 2  光緒《武昌縣志·卷十六·人物》：吳時喬，字鳳洲，神山三里人，初以江夏籍補諸生，棄去就武，萬厯中聯捷成進士，任靖州守備，陞四川都司，值土酋楊應龍犯順，時喬奉檄援勦，散家財招募奇兵千餘，躬先士卒，斬賊魁十五人，監軍上其功於兵部，而時喬以積勞卒於軍，事平論功蔭襲武昌衛指揮。
2. ↑  《明神宗顯皇帝實錄·卷三百四十一》：（萬曆二十七年十一月己巳）兵部覆湖廣撫按會題征播二事……一薦用將領原任都司吳時喬，遊擊柳邦奇、王一桂等，據稱謀勇素裕堪置行間，應如議起用，功成之日分別敘擢，報可。
3. ↑  康熙《武昌府志·卷八·人物》：吳時喬，字鳳洲，武昌人，初以庠生困棘闈，棄去就萬曆乙酉武科，丙戌成進士，授靖州守備，遷四川都司，土酋楊應龍犯順，奉檄援勦，散家財募壯士得奇兵千餘人，身先士眾，揮戈陷陣，斬賊渠一十五人，監軍上其功，積勞發疾卒，事平論敘世襲武昌衛指揮。
4. ↑  康熙《武昌府志·卷九·人物》：潘氏，武進士吳時喬妻，喬援勦四川楊應龍，氏脫簮珥以餉戰士，喬卒于軍，氏年二十，扶櫬歸里，崎嶇萬狀，守節至八十六卒。